# Acacia barrancana
Acacia barrancana là một loài thực vật có hoa trong họ Đậu. Loài này được Gentry miêu tả khoa học đầu tiên.